# Inowrocław
Inowrocław (udtale: |inɔˈvrɔtswaf|; tysk: Hohensalza; før 1904: Inowrazlaw; archaic: Jungleslau, Junges Leslau, Junge Leszlaw jiddisch: לעסלא) er en by i det centrale Polen med en samlet befolkning på 70.713 i december 2021. Den ligger i voivodskabet Kujawsko-pomorskie (tidligere i Bydgoszcz Voivodeship 1975-1998). Den er en af de største og mest historisk betydningsfulde byer i Kujavia.
Inowrocław er en industriby beliggende omkring 40 km sydøst for Bydgoszcz kendt for sine saltvandsbade og saltminer. Byen er det 5. største byområde i sit voivodeship, og er et stort jernbaneknudepunkt, hvor vest-øst-linjen (Poznań–Toruń) krydser kullinjen Magistrala węglowa fra Chorzów til Gdynia.